# Compétition masculine du pentathlon moderne aux Jeux olympiques d'été de 2020
Navigation
Rio de Janeiro 2016 Paris 2024
L'épreuve masculine du pentathlon moderne des Jeux olympiques d'été de 2020 se déroule les 5 et 7 août 2021.

## Médaillés
| Or                  | Argent               | Bronze              |
| Joseph Choong (GBR) | Ahmed El-Gendy (EGY) | Jun Woong-tae (KOR) |

## Résultats
| Rang                                | Athlète            | Nation          | Escrime Victoires (pts+bonus) | Natation Temps (pts) | Équitation Temps (pts) | Combiné Temps (pts)  | Total |
| ----------------------------------- | ------------------ | --------------- | ----------------------------- | -------------------- | ---------------------- | -------------------- | ----- |
| Médaille d'or, Jeux olympiques      | Joseph Choong      | Grande-Bretagne | 26 (251+1)                    | 1 min 54 s 87 (321)  | 75 s 37 (286)          | 11 min 17 s 53 (623) | 1 482 |
| Médaille d'argent, Jeux olympiques  | Ahmed El-Gendy     | Égypte          | 19 (208+1)                    | 1 min 57 s 13 (316)  | 82 s 54 (284)          | 10 min 32 s 47 (668) | 1 477 |
| Médaille de bronze, Jeux olympiques | Jun Woong-tae      | Corée du Sud    | 21 (226+0)                    | 1 min 57 s 23 (316)  | 84 s 76 (289)          | 11 min 1 s 84 (639)  | 1 470 |
| 4                                   | Jung Jin-hwa       | Corée du Sud    | 24 (238+1)                    | 1 min 57 s 85 (315)  | 80 s 20 (293)          | 11 min 21 s 95 (619) | 1 466 |
| 5                                   | Martin Vlach       | Tchéquie        | 16 (196+0)                    | 2 min 7 s 19 (296)   | 80 s 78 (300)          | 10 min 30 s 13 (670) | 1 462 |
| 6                                   | Ádám Marosi        | Hongrie         | 20 (220+0)                    | 1 min 59 s 50 (311)  | 83 s 06 (297)          | 11 min 7 s 43 (633)  | 1 461 |
| 7                                   | Valentin Prades    | France          | 22 (214+3)                    | 2 min 0 s 73 (309)   | 82 s 05 (270)          | 10 min 38 s 89 (662) | 1 458 |
| 8                                   | Jan Kuf            | Tchéquie        | 23 (238+0)                    | 2 min 2 s 32 (306)   | 86 s 07 (294)          | 11 min 23 s 76 (617) | 1 455 |
| 9                                   | James Cooke        | Grande-Bretagne | 18 (208+0)                    | 1 min 53 s 80 (323)  | 80 s 41 (293)          | 11 min 12 s 30 (628) | 1 452 |
| 10                                  | Alexander Lifanov  | ROC             | 26 (250+1)                    | 2 min 5 s 60 (299)   | 79 s 02 (279)          | 11 min 19 s 18 (621) | 1 450 |
| 11                                  | Valentin Belaud    | France          | 22 (208+4)                    | 2 min 4 s 13 (302)   | 78 s 16 (293)          | 11 min 5 s 74 (635)  | 1 442 |
| 12                                  | Łukasz Gutkowski   | Pologne         | 20 (214+1)                    | 2 min 0 s 59 (309)   | 81 s 31 (278)          | 11 min 2 s 50 (638)  | 1 440 |
| 13                                  | Sebastian Stasiak  | Pologne         | 18 (208+0)                    | 2 min 4 s 59 (301)   | 79 s 65 (286)          | 10 min 55 s 95 (645) | 1 440 |
| 14                                  | Pāvels Švecovs     | Lettonie        | 24 (232+2)                    | 1 min 59 s 83 (311)  | 81 s 97 (285)          | 11 min 40 s 67 (600) | 1 430 |
| 15                                  | Pavlo Tymoshchenko | Ukraine         | 23 (232+1)                    | 2 min 6 s 84 (297)   | 80 s 23 (293)          | 11 min 36 s 58 (604) | 1 427 |
| 16                                  | Gustav Gustenau    | Autriche        | 20 (208+2)                    | 1 min 56 s 93 (317)  | 80 s 11 (300)          | 11 min 47 s 97 (593) | 1 420 |
| 17                                  | Ilya Palazkov      | Biélorussie     | 24 (244+0)                    | 2 min 1 s 15 (308)   | 83 s 21 (262)          | 11 min 35 s 78 (605) | 1 419 |
| 18                                  | Justinas Kinderis  | Lituanie        | 26 (244+2)                    | 2 min 2 s 84 (305)   | 99 s 13 (247)          | 11 min 22 s 82 (618) | 1 416 |
| 19                                  | Fabian Liebig      | Allemagne       | 16 (196+0)                    | 2 min 3 s 02 (304)   | 74 s 32 (279)          | 11 min 8 s 69 (632)  | 1 411 |
| 20                                  | Patrick Dogue      | Allemagne       | 12 (166+1)                    | 2 min 4 s 27 (302)   | 79 s 76 (300)          | 11 min 0 s 99 (640)  | 1 409 |
| 21                                  | Luo Shuai          | Chine           | 18 (208+0)                    | 2 min 4 s 08 (302)   | 82 s 65 (249)          | 10 min 54 s 13 (646) | 1 405 |
| 22                                  | Li Shuhuan         | Chine           | 16 (196+0)                    | 2 min 9 s 27 (292)   | 82 s 14 (284)          | 11 min 8 s 89 (632)  | 1 404 |
| 23                                  | Aleix Heredia      | Espagne         | 20 (196+4)                    | 2 min 7 s 78 (295)   | 70 s 14 (286)          | 11 min 34 s 52 (606) | 1 387 |
| 24                                  | Ahmed Hamed        | Égypte          | 16 (196+0)                    | 2 min 6 s 58 (297)   | 80 s 20 (279)          | 11 min 25 s 85 (615) | 1 387 |
| 25                                  | Amro El Geziry     | États-Unis      | 18 (196+2)                    | 1 min 52 s 96 (325)  | 83 s 38 (290)          | 12 min 35 s 32 (545) | 1 358 |
| 26                                  | Róbert Kasza       | Hongrie         | 17 (190+2)                    | 2 min 0 s 61 (309)   | 92 s 49 (271)          | 11 min 58 s 88 (582) | 1 354 |
| 27                                  | Charles Fernández  | Guatemala       | 14 (178+1)                    | 1 min 58 s 16 (314)  | 137 s 04 (219)         | 11 min 6 s 56 (634)  | 1 346 |
| 28                                  | Shohei Iwamoto     | Japon           | 13 (172+1)                    | 2 min 3 s 75 (303)   | 80 s 69 (279)          | 11 min 52 s 87 (588) | 1 343 |
| 29                                  | Pavel Ilyashenko   | Kazakhstan      | 16 (190+1)                    | 2 min 6 s 99 (297)   | 89 s 64 (270)          | 12 min 10 s 28 (570) | 1 328 |
| 30                                  | Sergio Villamayor  | Argentine       | 11 (166+0)                    | 2 min 10 s 34 (290)  | 89 s 33 (270)          | 11 min 42 s 61 (598) | 1 324 |
| 31                                  | Edward Fernon      | Australie       | 12 (154+3)                    | 2 min 10 s 85 (289)  | 85 s 17 (288)          | 12 min 5 s 89 (575)  | 1 309 |
| 32                                  | Alexander Savkin   | Ouzbékistan     | 7 (142+0)                     | 2 min 6 s 64 (297)   | 77 s 29 (279)          | 11 min 55 s 96 (585) | 1 303 |
| 33                                  | Duilio Carrillo    | Mexique         | 17 (202+0)                    | 2 min 4 s 08 (302)   | EL (0)                 | 11 min 31 s 68 (609) | 1 113 |
| 34                                  | Esteban Bustos     | Chili           | 18 (208+0)                    | 2 min 5 s 24 (300)   | EL (0)                 | 11 min 52 s 66 (588) | 1 096 |
| 35                                  | Álvaro Sandoval    | Mexique         | 12 (166+1)                    | 2 min 2 s 52 (305)   | EL (0)                 | 11 min 26 s 30 (614) | 1 086 |
| 36                                  | Lester Ders        | Cuba            | 10 (160+0)                    | 2 min 1 s 45 (308)   | EL (0)                 | 11 min 46 s 41 (594) | 1 062 |

## Records
Cette année, plusieurs records olympiques ont été battus !
| Nouveaux records olympiques durant les Jeux olympiques d'été 2020 | Nouveaux records olympiques durant les Jeux olympiques d'été 2020 | Nouveaux records olympiques durant les Jeux olympiques d'été 2020 |
| ----------------------------------------------------------------- | ----------------------------------------------------------------- | ----------------------------------------------------------------- |
| Natation                                                          | Amro El Geziry (USA)                                              | 1 min 52 s 96 (325 points)                                        |
| Laser run                                                         | Martin Vlach (CZE)                                                | 10 min 30 s 13 (670 points)                                       |
| Total                                                             | Joseph Choong (GBR)                                               | 1 482 points                                                      |